# شمط
الشمط أو الوَضح أو الشيب الباكر (بالإنجليزية: Poliosis)‏ هو مرض جلدي مكتسب يسبب تغيرات في لون الجلد تظهر على شكل بقع بيضاء بسبب نقص الخلايا الميلانية.

## الأسباب
السبب المباشر للمرض غير معروف، ولكن هناك أسباب تؤدي إلى هذه الحالة، منها:
المناعة الذاتية: حيث تدمر الخلايا الميلانية الجلدية نفسها والسبب هو اضطرابات في الخلايا اللمفاوية، كما يوجد أسباب أخرى مثل الإضطرابات الدرقية المناعية الذاتية، الحاصة البقعية، داء أديسون، التهاب المعدة الضموري، فقر الدم، داء السكري المعتمد على الإنسولين والذي قد يسبب انهيار في الخلايا الميلانينية.

## الأعراض
- تكون بقع بيضاء واضحة على الجلد.
- أمراض الغدة الدرقية داء أديسون.
- الشيب المبكر للشعر شذوذ في القزحية والشبكية.
- اضطرابات نفسية بسبب التغيرات في الجلد والشعر.

## العلاج
الاستجابة للعلاج بطيئة جداً لهذا المرض، ومن طرق المعالجة وضع الكريمات الواقية للشمس، إعادة الاصطباغ عن طريق إعطاء الستيروئيدات القشرية، العلاج بالبوفا، وهو العلاج الأكثر شيوعا .حيث يكون العلاج عن طريق تعرض المصاب للأشعة فوق البنفسجية.